# Itsuki Urata
Itsuki Urata (浦田 樹?, Urata Itsuki; Tokyo, 29 gennaio 1997) è un calciatore giapponese, difensore del Bunyodkor.

## Carriera

### Club
Cresciuto nel settore giovanile dello JEF United, in vista della stagione 2016 viene subito girato in prestito ai brasiliani del PSTC, società militante nel Campionato Paranaense, il campionato statale del Paraná. Sempre nel 2016, viene girato in prestito al Ryūkyū Okinawa, formazione della terza divisione nipponica. Nel 2017 viene girato in prestito al Giravanz Kitakyushu, altro club della terza divisione giapponese; nel 2018 viene riscattato e gioca per un'altra stagione in terza divisione. Rimasto svincolato poco prima dell'inizio della stagione 2019, il 12 marzo 2019 viene acquistato dagli ucraini dello Zorja, dove però non viene impiegato. Nell'estate del 2020 si trasferisce ai croati del Varaždin.

### Nazionale
Nel 2018 ha giocato due partite con la nazionale giapponese Under-23 nella Coppa d'Asia di categoria.

## Statistiche

### Presenze e reti nei club
Statistiche aggiornate al 24 luglio 2022.
| Stagione                   | Squadra                    | Campionato                 | Campionato | Campionato | Coppe nazionali | Coppe nazionali | Coppe nazionali | Coppe continentali | Coppe continentali | Coppe continentali | Altre coppe | Altre coppe | Altre coppe | Totale | Totale |
| Stagione                   | Squadra                    | Comp                       | Pres       | Reti       | Comp            | Pres            | Reti            | Comp               | Pres               | Reti               | Comp        | Pres        | Reti        | Pres   | Reti   |
| -------------------------- | -------------------------- | -------------------------- | ---------- | ---------- | --------------- | --------------- | --------------- | ------------------ | ------------------ | ------------------ | ----------- | ----------- | ----------- | ------ | ------ |
| 2015                       | J. League U-22             | J3                         | 1          | 0          |                 | -               | -               |                    | -                  | -                  |             | -           | -           | 1      | 0      |
| 2016                       | PSTC                       | A1/PR                      | 2          | 0          |                 | -               | -               |                    | -                  | -                  |             | -           | -           | 2      | 0      |
| 2016                       | Ryūkyū Okinawa             | J3                         | 8          | 0          | CG              | 0               | 0               |                    | -                  | -                  |             | -           | -           | 8      | 0      |
| 2017                       | Giravanz Kitakyushu        | J3                         | 13         | 0          | CG              | 0               | 0               |                    | -                  | -                  |             | -           | -           | 13     | 0      |
| 2018                       | Giravanz Kitakyushu        | J3                         | 26         | 1          |                 | -               | -               |                    | -                  | -                  |             | -           | -           | 26     | 1      |
| Totale Giravanz Kitakyushu | Totale Giravanz Kitakyushu | Totale Giravanz Kitakyushu | 39         | 1          |                 | 0               | 0               |                    | -                  | -                  |             | -           | -           | 39     | 1      |
| 2020-2021                  | Varaždin                   | 1.HNL                      | 23         | 1          | CC              | 2               | 0               |                    | -                  | -                  |             | -           | -           | 25     | 1      |
| 2021-2022                  | Varaždin                   | 2.HNL                      | 11         | 1          | CC              | 0               | 0               |                    | -                  | -                  |             | -           | -           | 11     | 1      |
| 2022-2023                  | Varaždin                   | 1.HNL                      | 2          | 0          | CC              | 0               | 0               |                    | -                  | -                  |             | -           | -           | 2      | 0      |
| Totale carriera            | Totale carriera            | Totale carriera            | 86         | 3          |                 | 2               | 0               |                    | -                  | -                  |             | -           | -           | 88     | 3      |

## Palmarès

### Club

#### Competizioni nazionali
- Druga hrvatska nogometna liga: 1

Varaždin: 2021-2022